# Jennifer Böttcher
Jennifer Joana Böttcher  (* 11. November 1974 in Hamburg; geb. Wippich) ist eine deutsche Synchronsprecherin und Sängerin.

## Leben
Jennifer Böttcher  ist die Tochter des Sängers und Gitarristen Bernd Wippich und der Sängerin Freya Wippich. Sie wuchs in München auf und trat bereits als Kind u. a. als Sängerin für Volker Lechtenbrink, in diversen Kindermusicals und in der ZDF-Kinderhitparade auf. 1991 bis 1994 bildete sie zusammen mit Nadeshda Brennicke das Popduo Charade, das von Stefan Zauner und Aron Strobel von der Band Münchener Freiheit produziert wurde. 1997 zog sie zurück nach Hamburg, wo sie bis heute lebt. Sie ist vor allem im Synchronbereich und in der Werbung (Saturn) tätig.
Sie war mit dem Synchronsprecher Oliver Böttcher verheiratet. Aus dieser Ehe stammen die Kinder Selina Böttcher und Lino Böttcher. Sie hat noch eine jüngere Tochter.

## Diskografie
Charade: (als Jennifer Wippich)
- Charade (Album, 1992)
  - All of You  (Maxi-CD, 1992)
  - Colour of Your Eyes (Maxi-CD, 1992)
  - Welcome to Playa Luna (Maxi-CD, 1993)

## Synchronrollen

### Film
- 1994: Die unendliche Geschichte 3 – Rettung aus Phantásien
- 1996: Der Hexenclub
- 1996: Jane Eyre
- 1997: Bloody Wedding – Die Braut muss warten
- 1997: Selena – Ein amerikanischer Traum
- 1997: U-Turn – Kein Weg zurück
- 1999: Cookie’s Fortune – Aufruhr in Holly Springs
- 2000: Batman of the Future – Der Joker kommt zurück
- 2001: Unterwegs mit Jungs
- 2003: College Animals
- 2003: Grand Theft Parsons
- 2006: College Animals 2
- 2013: Non-Stop
- 2016: Nacktbaden – Manche bräunen, andere brennen
- 2017: Der magische Weihnachtsschmuck (Magical Christmas Ornaments, Fernsehfilm)
- 2018: Paradise PD

### Fernsehen
- Anne mit den roten Haaren … als Ruby Gillis
- Arne Dahl
- Batman of the Future
- Baywatch – Die Rettungsschwimmer von Malibu
- Clueless – Die Chaos-Clique
- Dead Zone
- Die Simpsons
- McLeods Töchter
- Melrose Place
- Mit Schirm, Charme und Melone
- Nordlicht – Mörder ohne Reue
- Roseanne
- Sabrina – Total Verhext!
- Sailor Moon … als Eugeal
- Sister, Sister
- The Class
- The Detail
- The Prisoner – Der Gefangene
- Titans
- Ugly Americans
- Undercover
- Wer ist hier der Boss?
- X-Men

### Hörspiel
- Baadingoo – Die Feriendetektive
- Die drei !!!
- TKKG
- DoDo
- Max

### Computerspiele
- Lands of Lore III (1999)
- Runaway: A Road Adventure (2001)
- Command & Conquer: Renegade (2002)
- Restricted Area (2004)
- Black (2006)
- Runaway 2 – The Dream of the Turtle (2006)
- Hellgate: London (2007)
- A Vampyre Story (2008)
- Mata Hari (2008)
- Dragon Age: Origins (2009)
- Runaway: A Twist of Fate (2009)
- Deus Ex: Human Revolution (2010)
- Mass Effect 2 (2010)
- Star Wars: The Old Republic (2011)
- Mass Effect 3 (2012)
- Guild Wars 2 (2013/14)
- The Elder Scrolls Online (2014)
- Return to Monkey Island (2022)